# Mikael Asen III av Bulgarien
Mikael Asen III av Bulgarien, död 1330, var Bulgariens regent från 1323 till 1330.